# Ribuixka
Ribuixka (en rus: Рыбушка) és un poble de l'óblast de Saràtov, a Rússia, segons el cens del 2010 tenia 1.283 habitants. Pertany al districte municipal de Saràtov.